# Monnars
Monnars es una entidad de población española del municipio de Tarragona, perteneciente a la provincia homónima, en la comunidad autónoma de Cataluña.

## Toponimia
El lugar puede aparecer referido con las grafías «Monnars», «Molnas» y «Monnas».

## Historia
Hacia mediados del siglo XIX, el lugar, por entonces perteneciente al ayuntamiento de Tamarit, tenía contabilizada una población de 87 habitantes. Aparece descrito en el undécimo volumen del Diccionario geográfico-estadístico-histórico de España y sus posesiones de Ultramar de Pascual Madoz con las siguientes palabras:

MOLNAS ó MONNAS: ald. en la prov., part. jud. y dióc. de Tarragona (1/2 leg.), aud. terr., c. g. de Barcelona (13), ayunt. de Tamarit (3/4). Las casas de que se compone se hallan diseminadas por varias colinas; goza de buena ventilacion y clima sano; las enfermedades comunes son fiebres intermitentes. Tiene 1 pequeña igl. parr. (San Cosme y San Damian), aneja de la de Tamarit. El térm. confina N. Catllar; E. Ferran; S. el mar Mediterráneo, y O. Tarragona. En él se encuentra la famosa torre de los Scipiones, y la célebre cantera llamada de Medo, que es muy pintoresca: se reduce á una loma de piedra arenisca, escelente para construccion, la cual fué vaciada con admirable perfeccion para ir sacando los sillares, y en el centro de la primer plaza ó vaciado, que tendrá 40 varas de radio, dejaron, y se conserva una pirámide que marca la altura superficial de 70 palmos, y ella tiene en su cúspide 3 palmos en cuadro, creciendo hasta su base. El terreno es áspero en general, poco productivo. Los caminos que le cruzan son locales, y se hallan en buen estado. El correo se recibe de Tamarit por balijero todos los domingos. prod. trigo, cebada, vinos, aceite y algarrobas; cria caza de conejos, liebres y perdices, y pesca del mar. pobl.: 18 vec. y 87 alm. cap. prod.: 246,033. imp.: 7,380.
(Madoz, 1848, p. 470)

En la actualidad, pertenece al municipio de Tarragona. En 2022, la entidad singular de población tenía empadronados 1992 habitantes y el núcleo de población, 132.